# Boone (Iowa)
Boone – miasto w Stanach Zjednoczonych, w stanie Iowa, stolica hrabstwa Boone.

## Demografia
W 2000 liczyło 12 803 mieszkańców. W 2023 liczba mieszkańców nieznacznie spadła do 12 416 osób, a gęstość zaludnienia poniżej 538 osób/km².

## Komunikacja
W latach 1883−1934 w mieście działa komunikacja tramwajowa. Do roku 1897 była to trakcja konna, a od roku 1899 funkcjonowały już tramwaje elektryczne.